# Unió Esportiva Lleida
L'Unió Esportiva Lleida era una società calcistica spagnola con sede nella città di Lleida, in Catalogna.

## Storia
Il Lérida Balompié nasce nel 1938 dalla fusione dell'AE Lleida Calaveres e del Lérida SC. Nove anni più tardi,nel 1947, questa si fonde con il CD Leridano (fondato nel 1941) dando origine alla società.
Il 10 maggio 2011 la società venne messa in liquidazione a causa della grande quantità di debiti accumulata, pari a 28.000.000 di euro. Il 12 luglio i diritti sportivi del club vennero acquistati dall'imprenditore locale Sisco Pujol,, che creò una nuova società con il nome di Lleida Esportiu.

## Tornei nazionali
- 1ª División: 2 stagioni
- 2ª División: 24 stagioni
- 2ª División B: 20 stagioni
- 3ª División: 18 stagioni

## Palmarès

### Competizioni nazionali
- Segunda División B: 2

1989-1990, 2003-2004

### Altri piazzamenti
- Segunda División:

Secondo posto: 1949-1950 (gruppo I)
Terzo posto: 1953-1954 (gruppo I), 1994-1995
- Segunda División B:

Secondo posto: 1986-1987
Terzo posto: 2013-2014 (gruppo III)
- Copa Catalunya:

Finalista: 1991-1992, 1998-1999